# Lista över germanstammar
Detta är en lista över germanska stammar, samt tillgängliga fakta om dem:
Denna lista avser endast de stammar som förekommer under den germanska folkvandringstiden.
- Alemanner allemanner
- Ampsivarier (arisavarier)
- Angler
- Anglosaxare
- Angrivarier
- Bastarner
- Bataver
- Bavarier (bajuvarier)
- Brukterer
- Burgunder
- Chatter
- Chamaver(thamaver)
- Chauker
- Cherusker
- Cimbrer
- Daner
- Dulgubiner
- Foser
- Franker
- Friser
- Gepider
- Goter
- Gutar
- Götar
- Haruder
- Helvekoner
- Herminoner (folkgrupp)
- Hermundurer
- Heruler
- Ingaevoner (folkgrupp)
- Istaevoner (folkgrupp)
- Jutar
- Jämtar
- Kannefater
- Langobarder
- Lemovier
- Lugier (eller lygier-vandaler)
- Markomanner
- Marser
- Nahanarvaler (vandaler stam)
- Narkister (Narister)
- Nemeter
- Nervier (troligen keltisk stam)
- Norrmän (Nordmän)
- Ostrogoter
- Quader (Kvader)
- Ripuarier (frankisk stam)
- Rugier
- Ruser
- Salier (frankisk stam)
- Saxare
- Semnoner
- Skirer
- Sugambrer (sigambrer)
- Svear
- Sveber (sueber) (folkgrupp)
- Svioner (svear)
- Tenkterer
- Teutoner
- Thüringar
- Treverer (troligen keltisk stam)
- Triboker
- Turkelinger
- Ubier
- Usipeter (usiper)
- Vandaler
- Visigoter
- Variner (wariner)
- Watter